# Windows Insider
Windows инсајдер (енгл. Windows Insider) Мајкрософтов је програм за тестирање отвореног софтвера који омогућава корисницима (који поседују важећу лиценцу Windows-а 10 или Windows сервера 2016) да се региструју за добијање прелиминарних верзија оперативног система раније доступних само програмерима софтвера.